# Данкан (Мисисипи)
Данкан (енгл. Duncan) град је у америчкој савезној држави Мисисипи.

## Демографија
По попису из 2010. године број становника је 423, што је 155 (-26,8%) становника мање него 2000. године.
| Група             | 2000.       | 2010.       |
| Белци             | 112 (19,4%) | 104 (24,6%) |
| Афроамериканци    | 448 (77,5%) | 308 (72,8%) |
| Азијати           | 0 (0,0%)    | 0 (0,0%)    |
| Хиспаноамериканци | 18 (3,1%)   | 11 (2,6%)   |
| Укупно            | 578         | 423         |